# Љесње
Љесње (слч. Lesné) насељено је мјесто са административним статусом сеоске општине (слч. obec) у округу Михаловце, у Кошичком крају, Словачка Република.

## Становништво
| Година:    | 1994. | 2004.   | 2014.   | 2024.   |
| ---------- | ----- | ------- | ------- | ------- |
| Број људи: | 413   | 425     | 443     | 417     |
| Разлика:   |       | +2,90 % | +4,23 % | -5,86 % |

| Година:    | 2023. | 2024.   |
| ---------- | ----- | ------- |
| Број људи: | 430   | 417     |
| Разлика:   |       | -3,02 % |

Према подацима о броју становника из 2011. године насеље је имало 447 становника.